# Ferdinand Stiefelhagen
Ferdinand Stiefelhagen (* 22. Februar 1822 in Marialinden; † 2. Dezember 1902 in Köln) war Domherr in Köln.

## Leben und Wirken
Ferdinand Stiefelhagen studierte an der Universität zu Bonn Theologie und zählte 1844 zu den sieben Stiftern der ersten katholischen deutschen Studentenverbindung KDStV Bavaria Bonn. Am 3. Juni 1848 promovierte er zum Dr. phil. mit seiner Ausarbeitung De oraculo Apollinis Delphico. Bereits 1846 war er zum Priester geweiht worden. Stiefelhagen wurde nach seiner Promotion zunächst Lehrer an den Progymnasien in Neuss und Siegburg (1848–1853), anschließend Rektor der höheren Stadtschule in Eupen (1855–1862). Im Jahre 1862 erfolgte dann seine Berufung als Pfarrer an die Pfarre St. Nikolaus in Kuchenheim, der er bis 1886 Vorstand. In diesem Amt wurde er 1864 zum Definitor und Schulinspektor des Dekanates Münstereifel  ernannt und 1884 zum Dechanten. 1886 erfolgte dann seine Berufung als Domkapitular an die Hohe Domkirche zu Köln.

## Stiftungen und Nachwirkungen
In Marialinden trug er durch finanzielle Zuwendungen zur Erweiterung der Pfarrkirche (1897, Architekt Theodor Kremer) und der Errichtung des Krankenhauses bei. Zu seinem 50-jährigen Priesterjubiläum errichtete er eine Stiftung zu Gunsten bedürftiger Kommunionkinder seiner ehemaligen Pfarre Kuchenheim. Unter ihm wurden in der dortigen Pfarrkirche die Nebenaltäre errichtet und die Kirche selbst im Jahre 1876 ausgemalt.

## Ehrungen
Nach ihm sind in Kuchenheim und in seinem Geburtsort Marialinden Straßen benannt.

## Schriften
- De oraculo Apollinis Delphico. Lechner, Bonn 1848 (zugleich Dissertation Universität Bonn, 1848)
- Theologie des Heidenthums: die Wissenschaft von den alten Religionen und der vergleichenden Mythologie nebst neuen Untersuchungen über das Heidenthum und dessen näheres Verhältniß zum Christenthum. Regensburg, Mainz 1858.
- Kirchengeschichte in Lebensbildern. Herder, Freiburg 1869 (2. Aufl.).